# مجله فنی آزمایشگاه‌های بل
مجله فنی آزمایشگاه‌های بل (Bell Labs Technical Journal) مجله‌ای است که به طور اختصاصی برای دانشمندان آزمایشگاه‌های بل تهیه می‌شود. این مجله هر سه ماه یکبار به وسیلهٔ انتشارات جان وایلی در کشور آمریکا منتشر می‌گردد.